# Ashis Nandy
Ashis Nandy (en bengalí: আশিস নন্দী: ; Bhagalpur, 1937) es un psicólogo político, teórico social y crítico cultural indio. Formado como psicólogo clínico, Nandy ha desarrollado críticas teóricas del colonialismo europeo, el desarrollo económico, la modernidad, el secularismo, el nacionalismo hinduista, la ciencia y la tecnología, el nuclearismo, el cosmopolitanismo y la utopía. Su obra ha sido reconocida con el Premio Fukuoka de Cultura Asiática en 2007, el Premio Hans-Kilian en 2019 y fue incluido en la lista de los 100 intelectuales públicos más influyentes del mundo de la Revista Foreign Policy, publicada por el Carnegie Endowment for International Peace.
Nandy es actualmente investigador emérito en el influyente Centre for the Study of Developing Societies (CSDS) en Nueva Delhi, del que fue su director, y es también presidente del Committee for Cultural Choices and Global Futures. 

## Primeros años y formación
Nandy nació en el seno de una familia cristiana bengalí en Bhagalpur, en el Estado indio de Bihar, en 1937, en lo que era entonces la India británica. Es el mayor de los tres hijos de Satish Chandra Nandy y Prafulla Nalini Nandy, y hermano del poeta Pritish Nandy. Cuando Nandy era un niño, la familia se mudó a Calcuta, donde su madre fue profesora en la escuela La Martiniere y de la que se convirtió en su primera vicedirectora de origen indio. En 1947, cuando Nandy tenía diez años, la India británica fue dividida en dos Estados soberanos – India y Pakistán –, siendo él testigo del conflicto entre hindúes y musulmanes y las atrocidades resultantes de la Partición. 
Nandy comenzó los estudios de medicina, pero los abandonó a los tres años para matricularse en el Hislop College de Nagpur, donde estudió ciencias sociales. Tras completar la licenciatura, obtuvo también un título de postgrado en sociología. Sin embargo, sus intereses académicos cada vez más se inclinaban hacia la psicología clínica, lo que le llevó a realizar su doctorado en psicología en la Universidad de Guyarat en Ahmedabad.
A pesar de admitir ser un profesante agnóstico, Nandy se identifica con la comunidad cristiana bengalí, dentro del complejo universo de identidades religiosas indias.

## Carrera académica
Nandy se unió al Centre for the Study of Developing Societies (CSDS) como un joven académico en los inicios de la propia institución, en la cual ha desarrollado toda su carrera investigadora. Fue director del centro entre 1992 y 1997.  

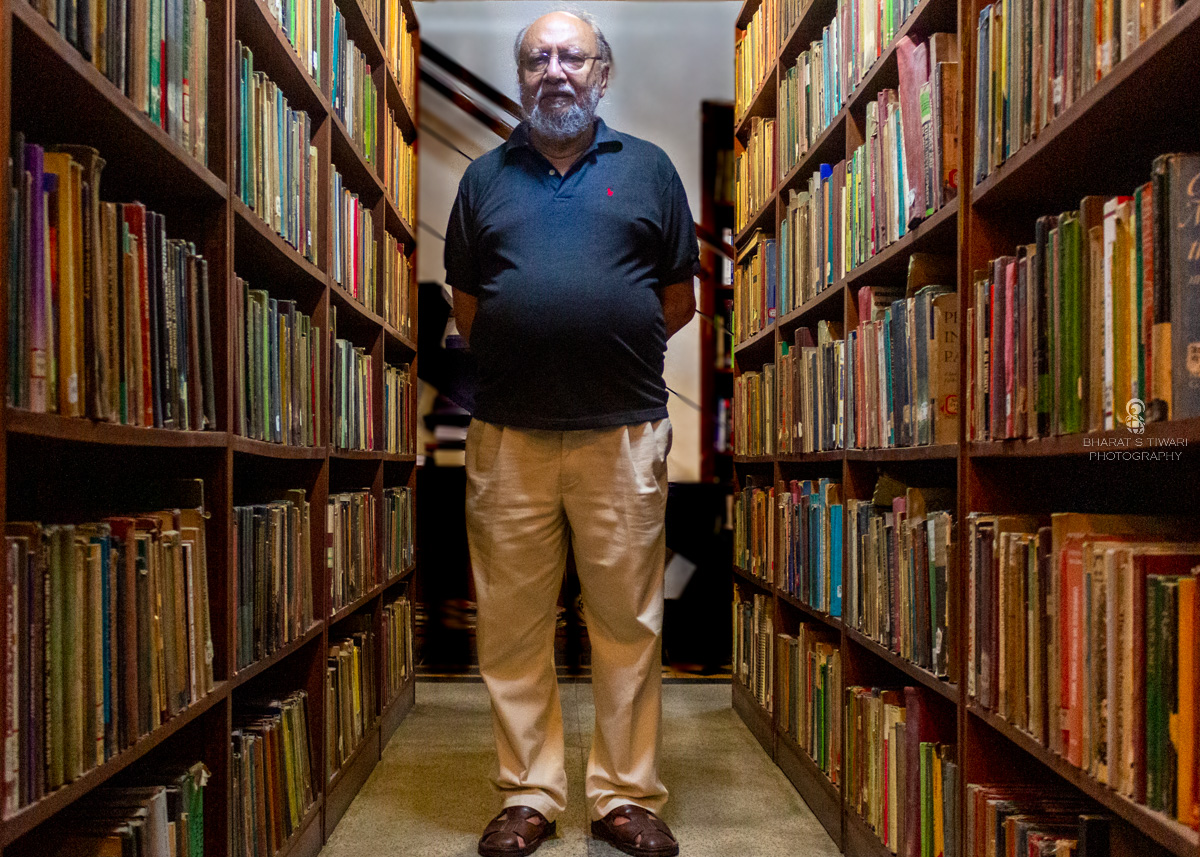
Ashish Nandy en la biblioteca del CSDS.

Nandy ha compaginado su puesto como investigador principal en el CSDS con estancias como profesor e investigador visitante en un importante número de universidades e institutos, incluyendo el Woodrow Wilson Center en Washington D. C., las universidades de Edimburgo y Hull en el Reino Unido o el Instituto de Estudios Avanzados de Nantes en Francia. También ocupó la primera Cátedra UNESCO en el Centro de Estudios Europeos de la Universidad de Tréveris en Alemania. En 2006, se convirtió en investigador nacional del Consejo Superior de Investigación en Ciencias Sociales de la India.
Partidario ardiente de la no violencia y de la preservación de las culturas tradicionales, Nandy ha sido autor de un número de informes sobre derechos humanos y es miembro de los consejos ejecutivos de la World Futures Studies Federation, la Commonwealth Human Rights Initiative, la Red Internacional de Alternativas Culturales para el Desarrollo y la Unión Popular por las Libertades Civiles. Es a su vez, miembro del comité editorial Public Culture, revista académica publicada por Duke University Press.

## Ideas
El profesor Nandy es uno de los intelectuales públicos más influyentes de la India. Se le considera un pionero de los estudios culturales y poscoloniales en Asia Meridional. Nandy ha desarrollado su propia metodología de análisis social, integrando la psicología clínica con la sociología en la denominada “psicología política”. A través de la misma, Nandy aplica el psicoanálisis a las dimensiones del inconsciente de la cultura de masas india. Su interés por la cultura de masas y la importancia de la misma en el desarrollo de la identidad sociopolítica india le ha llevado a realizar estudios sobre el cine popular indio – Bollywood – o el deporte nacional, el cricket.  
La obra de Nandy se caracteriza también por su exploración de conceptos como el cosmopolitismo, la utopía y el tradicionalismo crítico. El objetivo de estos estudios es su interés por el desarrollo de puentes de entendimiento entre distintas tradiciones culturales, como solución a la cuestión de la coexistencia pacífica global, trascendiendo las fronteras estatales y nacionales.
Su libro de 1983, ''El enemigo íntimo: pérdida y recuperación del yo bajo el colonialismo'', supuso un punto de inflexión en el desarrollo de los estudios poscoloniales. Este clásico de la teoría crítica poscolonial analiza la conocida como “segunda colonización” y las resistencias frente a ella. Desafiando los estudios convencionales sobre dominación colonial, Nandy examina el proceso ideológico cuyo objetivo es la dominación de la mente. Esa segunda colonización concibe el colonialismo como un campo de batalla cultural entre las formas de conocimiento tradicionales autóctonas y el carácter universalista de la modernidad occidental. Un fenómeno más complejo y determinante que la colonización física, porque sobrevive a los imperios, interiorizado en la forma de pensar, los valores y las visiones de la sociedad poscolonial.

## Obras
Ediciones en español
- Nandy, Ashis (2021) El enemigo íntimo: pérdida y recuperación del yo bajo el colonialismo. Traducción y estudio introductorio de Mario López Areu. Madrid: Trotta.

- (2011) Imágenes del Estado: cultura, violencia y desarrollo. Traducción de Guillermina Cuevas. México D.F.: Fondo de Cultura Económica.

- (1981) «Hacia una utopía del Tercer Mundo», en Eleonora Masini y Johan Galtung (eds.), Visiones de sociedades deseables. México D. F.: WFSF y CEESTEM.

Libros
- 1978 – The New Vaisyas: Entrepreneurial  Opportunity and Response in an Indian City. Raymond Lee Owens and Ashis Nandy. Bombay: Allied, 1977. Durham, NC: Carolina Academic P, 1978.
- 1980 – At the Edge of Psychology: Essays in Politics and Culture. Delhi: Oxford UP, 1980. Delhi; Oxford: Oxford UP, 1990.
- 1980 – Alternative Sciences: Creativity and Authenticity in Two Indian Scientists. New Delhi: Allied, 1980. Delhi: Oxford UP, 1995.
- 1983 – The Intimate Enemy: Loss and Recovery of Self Under Colonialism. Delhi: Oxford UP, 1983. Oxford: Oxford UP, 1988.
- 1983 – Science, Hegemony and Violence: A Requiem for Modernity. Ed. Ashis Nandy. Tokyo, Japan: United Nations University, 1988. Delhi:     Oxford UP, 1990.
- 1987 – Traditions, Tyranny, and Utopias: Essays in the Politics of Awareness. Delhi; New York: Oxford UP, 1987. New York: Oxford UP, 1992.
- 1987 – Science, Hegemony and Violence: A Requiem for Modernity. Ed. Ashis Nandy. Tokyo, Japan: United Nations University, 1988. Delhi: Oxford UP, 1990.Traditions, Tyranny, and Utopias:     Essays in the Politics of Awareness. Delhi; New York: Oxford UP, 1987. New York: Oxford UP, 1992.
- 1988 – Science, Hegemony and Violence: A Requiem for Modernity. Ed. Ashis Nandy. Tokyo, Japan: United Nations University, 1988. Delhi:     Oxford UP, 1990.
- 1989 – The Tao of Cricket: On Games of Destiny and the Destiny of Games. New Delhi; New York: Viking, 1989. New Delhi; New York: Penguin, 1989.
- 1993 – Barbaric Others: A Manifesto on Western Racism. Merryl Wyn Davies, Ashis Nandy, and Ziauddin Sardar. London; Boulder, CO: Pluto     Press, 1993.
- 1994 – The Illegitimacy of Nationalism: Rabindranath Tagore and the Politics of Self. Delhi; Oxford: Oxford UP, 1994.
- 1994 – The Blinded Eye: Five Hundred Years of  Christopher Columbus. Claude Alvares, Ziauddin Sardar, and Ashis Nandy. New York: Apex, 1994.
- 1995 – The Savage Freud and Other Essays on Possible and Retrievable Selves. Delhi; London: Oxford UP, 1995. Princeton, NJ: Princeton UP, 1995.
- 1995 – Creating a Nationality: the Ramjanmabhumi Movement and Fear of the Self. Ashis Nandy, Shikha     Trivedy, and Achyut Yagnick. Delhi; Oxford: Oxford UP, 1995. New York: Oxford UP, 1996.
- 1996 – The Multiverse of Democracy: Essays in Honour of Rajni Kothari. Eds. D.L. Sheth and Ashis Nandy. New Delhi; London: Sage, 1996.
- 1999 – Editor, The Secret Politics of Our Desires: Innocence, Culpability and Indian Popular Cinema Zed: 1999. (also wrote introduction)
- 2002 – Time Warps – The Insistent Politics of Silent and Evasive Pasts.
- 2006 – Talking India: Ashis Nandy in conversation with Ramin Jahanbegloo. New Delhi: Oxford University Press, 2006.
- 2007 – TIME TREKS: The Uncertain Future of Old and New Despotisms. New Delhi: Permanent Black, 2007.
- 2007 – A Very Popular Exile. New Delhi: Oxford University Press, 2007.

Artículos académicos seleccionados
- Nandy, Ashis (1984). "Culture, State and the Rediscovery of Indian Politics". Economic and Political Weekly. 19     (49): 2078–2083. JSTOR 4373849.
- Nandy, Ashis (1995). "An Anti-secularist Manifesto". India International Centre Quarterly. 22     (1): 35–64. JSTOR 23003710.
- Nandy, Ashis (1997). "The Twilight of  certitudes: Secularism, Hindu Nationalism, and Other Masks of  Deculturation". Alternatives: Global, Local, Political. 22     (2): 157–176. doi:10.1177/030437549702200201. JSTOR 40644885.
- Nandy, Ashis (12 August 2006). "Nationalism, Genuine and Spurious: Mourning Two Early Post-Nationalist Strains". Economic and Political Weekly. 41 (32): 3500–3504. JSTOR 4418563.

Artículos seleccionados
- Unclaimed Baggage, The Little Magazine
- 1982 – The Psychology of Colonialism: Sex, Age, and Ideology in British India. Psychiatry 45 (Aug. 1982): 197–218.
- 1983 – Towards an Alternative Politics of Psychology. International Social Science Journal 35.2 (1983): 323–38.
- 1989 – The Fate of the Ideology of the State in India. The Challenge in South Asia: Development, Democracy and Regional Cooperation. Eds. Poona Wignaraja and Akmal Hussain. Thousand Oaks: Sage, 1989.
- 1989 – The Political Culture of the Indian State. Daedalus 118.4 (Fall 1989): 1–26.
- 1990 – Satyajit Ray's Secret Guide. East-West Film Journal 4.2 (June 1990): 14–37.
- 1991 – Hinduism Versus Hindutva: The Inevitability Of A Confrontation
- 1993 – Futures Studies: Pluralizing Human Destiny. Futures 25.4 (May 1993): 464–65.
- 1994 – Tagore and the Tiger of Nationalism. Times of India 4 de septiembre de 1994.
- 1995 – History's Forgotten Doubles. History & Theory 34.2 (1995): 44–66.
- 1996 – Bearing Witness to the Future. Futures 28.6–7 (Aug. 1996): 636–39.
- 1999 – Indian Popular Cinema as a Slum’s Eye View of Politics. The Secret Politics of Our Desires: Innocence, Culpability and Indian Popular Cinema. Zed: 1999. 1–18. (also editor)
- 2000 – Gandhi after Gandhi after Gandhi (May, 2000)
- 2002 – Obituary Of A Culture
- 2004 – A Billion Gandhis
- 2006 – Cuckoo over the cuckoo’s nest Tehelka
- 2007 – What fuels Indian Nationalism? Tehelka
- 2009 – The Hour Of The Untamed Cosmopolitan Tehelka; Partition And The Fantasy Of A Masculine State The Times of  India

## Premios
- Premio Fukuoka de Cultura Asiática en 2007
- Premio Hans-Kilian en 2019

- Datos: Q725500